# Korn III: Remember Who You Are
Albums de Korn
Album sans titre
(2007) The Path of Totality
(2011)
Singles
1. Oildale (Leave Me Alone)
Sortie : 4 mai 2010
2. Let the Guilt Go
Sortie : 26 juillet 2010

Korn III: Remember Who You Are est le neuvième album studio du groupe Korn, il est sorti le 12 juillet 2010. Dans sa version collector cet album possède les musiques People Pleaser, Trapped underneath the stairs, et Blind en Live. Dans sa version collector, on retrouve par la même occasion un DVD incluant les vidéos des dix chansons en studio ainsi que d'autres bonus additionnels tel le making of de l'album. Le single Oildale (Leave Me Alone) était disponible en écoute gratuite directement sur le site officiel de Korn, et ce bien avant la sortie du nouvel opus 2010.
Avec Untouchables, il s'agit du seul album à ne pas comporter de cornemuse.
Le chiffre "trois" en chiffre romain (III) vient du fait qu'il s'agisse de leur troisième album produit par Ross Robinson.

## Liste des chansons
Toutes les chansons sont écrites et composées par Korn.
| No  | Titre                    | Durée |
| --- | ------------------------ | ----- |
| 1.  | Uber-Time                | 1:29  |
| 2.  | Oildale (Leave Me Alone) | 4:43  |
| 3.  | Pop a Pill               | 4:00  |
| 4.  | Fear Is a Place to Live  | 3:09  |
| 5.  | Move On                  | 3:48  |
| 6.  | Lead the Parade          | 4:24  |
| 7.  | Let the Guilt Go         | 3:56  |
| 8.  | The Past                 | 5:06  |
| 9.  | Never Around             | 5:29  |
| 10. | Are You Ready to Live?   | 3:59  |
| 11. | Holding All These Lies   | 4:37  |

## Formation
- Jonathan Davis (chant, cornemuse)
- James "Munky" Shaffer (guitare)
- Reginald "Fieldy" Arvizu (basse, chœurs)
- Ray Luzier (batterie)
- Ross Robinson (producteur)